# Nathan Smith (jurist)
För andra betydelser, se Nathan Smith.

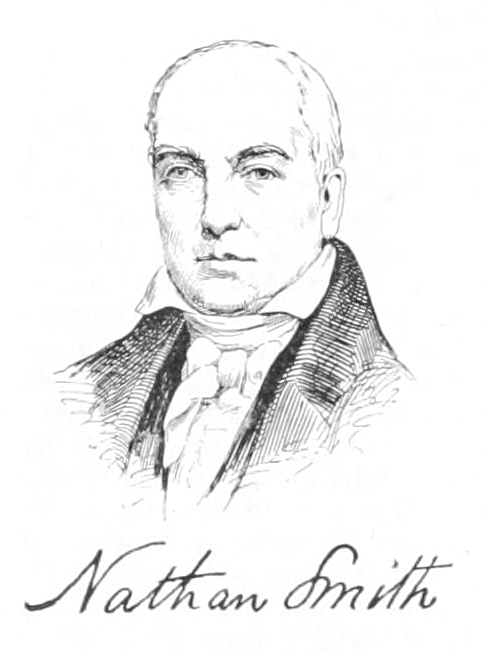
Nathan Smith

Nathan Smith, född 8 januari 1770 i Woodbury, Connecticut, död 6 december 1835 i Washington, D.C., var en amerikansk politiker och jurist. Han representerade delstaten Connecticut i USA:s senat från 1833 fram till sin död.
Smith studerade juridik och inledde 1792 sin karriär som advokat i New Haven. Han tillträdde 1817 som åklagare för New Haven County. Han arbetade 1828-1829 som federal åklagare.
Smith var delegat till Connecticuts konstitutionskonvent år 1818 och han kandiderade i guvernörsvalet 1825 men förlorade mot ämbetsinnehavaren Oliver Wolcott, Jr.
Smith efterträdde 1833 Samuel A. Foot som senator för Connecticut. Han gick sedan med i det nybildade whigpartiet. Han avled 1835 i ämbetet och gravsattes på Grove Street Cemetery i New Haven. Smith efterträddes som senator av John Milton Niles.